# Boa Noite, Pequeninos!
Boa Noite, Pequeninos! É um programa noturno soviético e russo para crianças em idade pré-escolar e primária. O programa iniciou a sua transmissão em 1 de setembro de 1964.
Em 26 de novembro de 1963, começa o período ativo de criação do programa, os primeiros cenários são escritos, esboços de cenários e bonecos dos personagens principais aparecem, a ideia e o conceito de um programa de TV infantil são desenvolvidos.
Na área de Moscou, a duração na semana é de aproximadamente 8h50 às 21h, completando um bloco de 30 minutos que começa às 20h30 com notícias locais e, em seguida, o clima local. Ocasionalmente, o tempo é desativado em um minuto ou dois, dependendo de quando a série anterior ao noticiário local termina.
Os apresentadores do programa incluíram Valentina Leontieva (nos anos 60 e 70), Angelina Vovk, Tatyana Sudets e Tatyana Vedeneyeva (nos anos 80), Amayak Akopyan (nos anos de 1996 e 2001). Os apresentadores atuais (a partir de 2013 ) incluem Anna Mikhalkova (filha de Nikita Mikhalkov), Oxana Fedorova e Dmitry Malikov.

## Formato
O formato permaneceu relativamente constante ao longo das décadas. O apresentador (um leitor de notícias reconhecível, ator ou figura pública) é acompanhado por um ou dois personagens fantoches. Os bonecos que aparecem com maior regularidade são Khryusha (um leitão, introduzido em 10 de fevereiro de 1970), Stepashka (uma lebre introduzida em 1970), Philya (um cão introduzido em 1968), Karkusha (um corvo introduzido em 1982) e Mishutka, (um urso, introduzido em 2002). O apresentador envolve os bonecos em uma conversa curta ou ajuda-os a realizar uma atividade rápida, como limpar os brinquedos dos fantoches ou aprender uma moral.
Depois de um minuto ou dois, o apresentador apresenta um pequeno desenho animado. O desenho dura cerca de cinco minutos e muitas vezes foi retirado do estoque da Soyuzmultfilm. No início de 2006, no entanto, a animação americana Casper the Friendly Ghost foi transmitido nas sextas-feiras, e em 2007 e 2008, a maioria das noites apresentava um episódio de Aventuras de Luntik, um desenho animado produzido pelo Melnitsa Animation Studio. Se o desenho está em outro idioma, ele é dublado em russo, embora a linguagem original ainda possa ser audível.
Depois do desenho animado, o apresentador e os bonecos retornam por alguns segundos para dizer "Spokoinoi nochi, malyshi" (Boa noite, pequeninos), ou uma variante dele, e acenar boa noite. A canção de ninar "Brinquedos cansados estão dormindo" (em russo: Спят усталые игрушки) abre e fecha cada segmento, acompanhada de elaborada animação de argila. A canção de ninar foi escrita por Arkady Ostrovsky e Zoya Petrova, enquanto a animação foi feita por Aleksandr Tatarskiy em 1981.
O show celebrou seu 50º aniversário em 1º de setembro de 2014. Um show de aniversário foi produzido e exibido na televisão.